# Anomala variivestis
Anomala variivestis – gatunek chrząszcza z rodziny poświętnikowatych, podrodziny rutelowatych i plemienia Anomalini.
Gatunek ten został opisany w 1917 przez Gilberta Johna Arrowa.
Ciało długości od 13,5 do 14,5 mm i szerokości od 7 do 8 mm, owalne, wypukłe, gładkie i błyszczące. Ubarwienie podstawowe ceglastożółte. Nadustek i przód głowy czerwone. Przedplecze delikatnie i gęsto punktowane, z dwiema częściowo zlanymi łatami po bokach linii środkowej. Stopy czerwone. Golenie przednich odnóży trójzębne. pokrywy głęboko, gęsto, rzędowo punktowane, czarne na krawędzi zewnętrznej.
Chrząszcz orientalny, endemiczny dla Indii, gdzie znany jest ze stanów Manipur i Arunachal Pradesh.